# Jan Říha
Jan Říha (11. listopadu 1915 Písek – 15. prosince 1995) byl československý fotbalista, reprezentant, který proslul zejména svým působením v pražské Spartě.

## Sportovní kariéra
Od patnácti let hrál za SK Písek, kde působil v letech 1930–1937. Od roku 1937 hrál 13 let (do roku 1950) za Spartu. Během své kariéry ve 429 zápasech vstřelil 224 branek, z toho 111 v nejvyšší soutěži, stal se členem Klubu ligových kanonýrů. Byl v té době označován jako kouzelník s míčem, jeden z nejlepších hráčů Evropy. Byl znám schopností se prokličkovat z obrany až do útoku přes řadu hráčů, které obíhal vně hřiště. Uměl klamat tělem, přesně přihrávat.
- Mistr ligy 1938, 1939, 1944, 1946 a 1948
- Vítěz Českého poháru 1941, 1943, 1944 a 1946

### Reprezentační kariéra
Za československou reprezentaci odehrál v letech 1937 až 1948 s válečnou přestávkou 22 zápasů a vstřelil 8 gólů.